# Пески (городской округ Коломна)
Пески́ — посёлок (с 1938 до 2017 гг. — посёлок городского типа) в Московской области России. Входит в городской округ Коломна. Население — 3277 чел. (2021).
В посёлке находится железнодорожная станция Пески Рязанского направления Московско-Рязанского отделения Московской железной дороги. По северо-западной границе посёлка протекает река Мезенка.

## Палеонтология
В 1995 году в районе посёлка в отложениях среднего юрского периода обнаружены ископаемые остатки двоякодышащей рыбы Ceratodus segnis.

## Население
| 1939  | 1959  | 1970  | 1979  | 1989  | 2002  |
| ----- | ----- | ----- | ----- | ----- | ----- |
| 3709  | ↗5567 | ↗6103 | ↘4752 | ↘4074 | ↘3736 |
| 2006  | 2009  | 2010  | 2012  | 2013  | 2014  |
| ↗3875 | ↘3738 | ↗3845 | ↘3832 | ↘3784 | ↘3764 |
| 2015  | 2016  | 2017  | 2018  | 2021  |       |
| ↘3737 | ↘3725 | ↘3675 | ↘3626 | ↘3277 |       |

## История
Первое известное упоминание о сельце Пески в составе Похрянского стана содержится в писцовой книге Коломенского уезда 1577/78 года: «За Михайлом Ивановым сыном Колтовского: слц Пески, а в нем пашни худ. земли 100 четьи без полуосм., да пер. 100 четьи, да пер. ж кустарем и лесом поросло 90 четьи в поле, а в дву потомуже, сена 100 коп., лесу непашенного у селца и у деревень в длину на полверсты, а поперег четв. версты...»  Сельцо Пески отмечено на ряде карт XVIII-XIX вв. Сейчас это район дальнего края Зелёной ул. (около прудов). Ближе к Москве-реке располагалась усадьба Бахтимерево-Милославское.
По состоянию на 8 июня 1767 года сельцо Пески находилось в совладении князя Михаила Петровича Черкасского, поручика Матвея Афанасьевича Норова и капитана Василия Васильевича Хрущова. По итогам Генерального межевания, проведённого Арсеньевым, песковским помещикам принадлежало 350 десятин 1200 сажен пашни, 302 десятины 970 сажен леса и сенного покоса, 19 десятин 2200 сажен селения, 2 десятины 1800 сажен дороги и 2 десятины 2100 сажен реки. Душ в сельце насчитывалось 158. По состоянию на 1852 год сельцо Пески принадлежало князю Борису Александровичу Черкасскому, подпоручику Александру Ивановичу Лельковскому и малолетней девице Марье Михайловне Норовой. В Песках на тот момент насчитывалось 100 дворов, где проживало мужчин 201 и женщин 221. После 1861 г. сельцо Пески стало деревней Коломенского уезда.
Новая история напрямую связана с Московско-Рязанской железной дорогой, построенной к 1862 г. Станция Пески, ставшая родоначальницей современного поселения, была одной из первых 6-ти станций участка Москва-Коломна. В 1880 году в деревне Пески было открыто Песковское земское начальное трёхклассное училище — первая школа.
Станционный посёлок до революции был дачной местностью «Пески». В конце XIX века в Песках обосновались потомки купеческого старообрядческого рода Афанасьевых из Коломны: отец Феоктиста Петровича Афанасьева арендовал мельницу на реке Мезенке. Самому Феоктисту Петровичу во второй половине 1910-х гг. принадлежали находившиеся в дачной местности Пески хлебопекарня и мелкоторговая лавка. Также сюда на постоянное жительство потянулись семьи Григорьевых, Дубцовых, Махониных, Чуприковых, Кабановых, Грузинцевых, Фадеевых и других.
Первый спортивный кружок в Песках появился в 1909 году: тридцать местных жителей стали систематически заниматься в нём футболом и теннисом. В 1912 г. был организован и женский футбольный кружок.

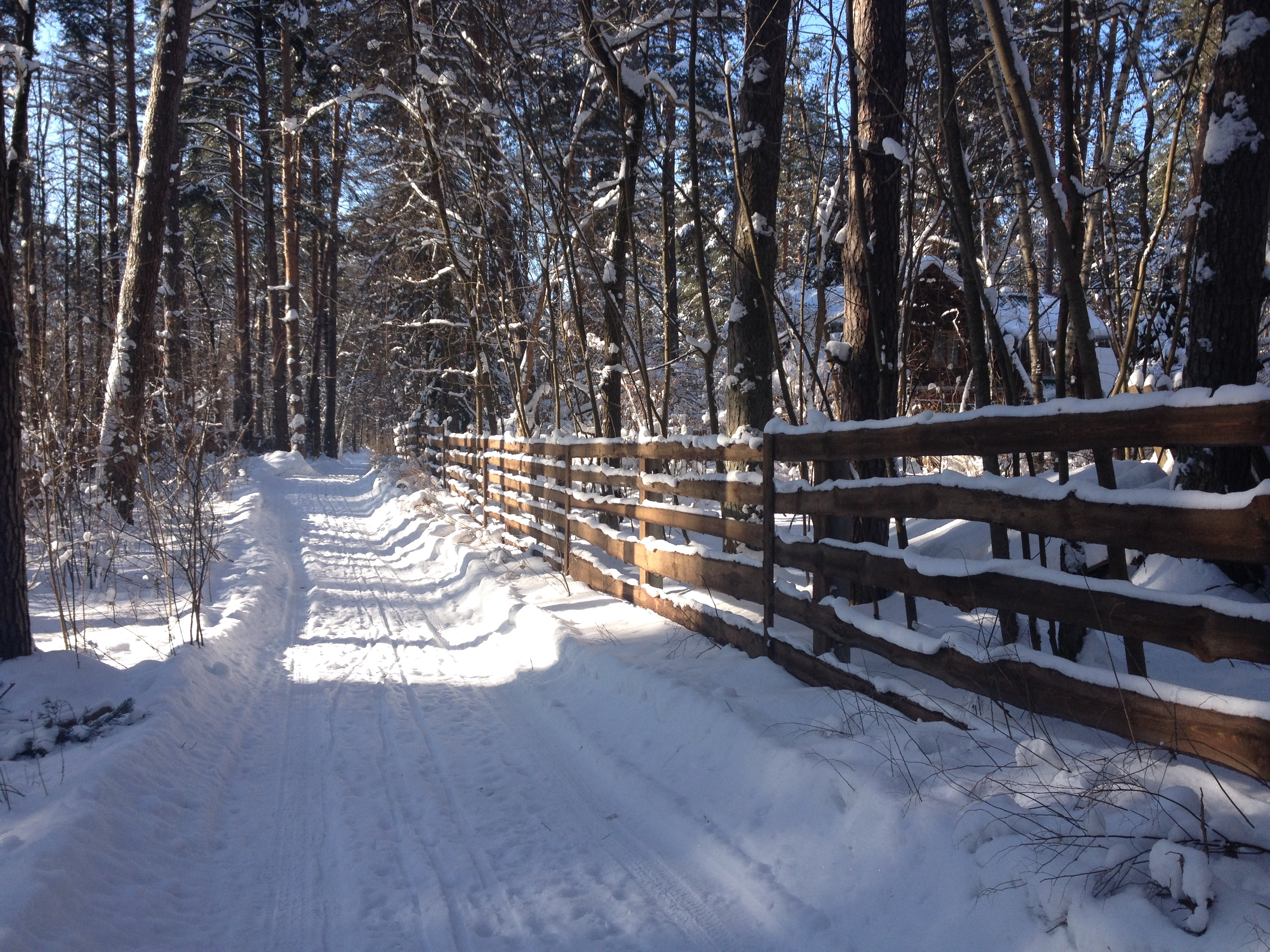
Улица в дачном товариществе "Советский Художник".

В 1924 году в посёлке насчитывалось 57 домов с дачами, в которых проживало 260 человек. Плюс деревня Пески — 454 жителя. Имелись две кузни, три каменоломни, больница, почта, школа, пожарная дружина, сельский Совет. В 1929 году был создан колхоз «Весенние всходы», объединённый в 1951-м с колхозом имени Тельмана (Губастово).
Современный посёлок возник в 1920-е годы в связи с добычей в этом районе песка, известняка и развитием промышленности строительных материалов. Через четыре года в Песках построили двухэтажные жилые бараки для рабочих, приезжавших из других областей, клуб, в котором поначалу разместились библиотека, контора четырёх карьеров, столовая.

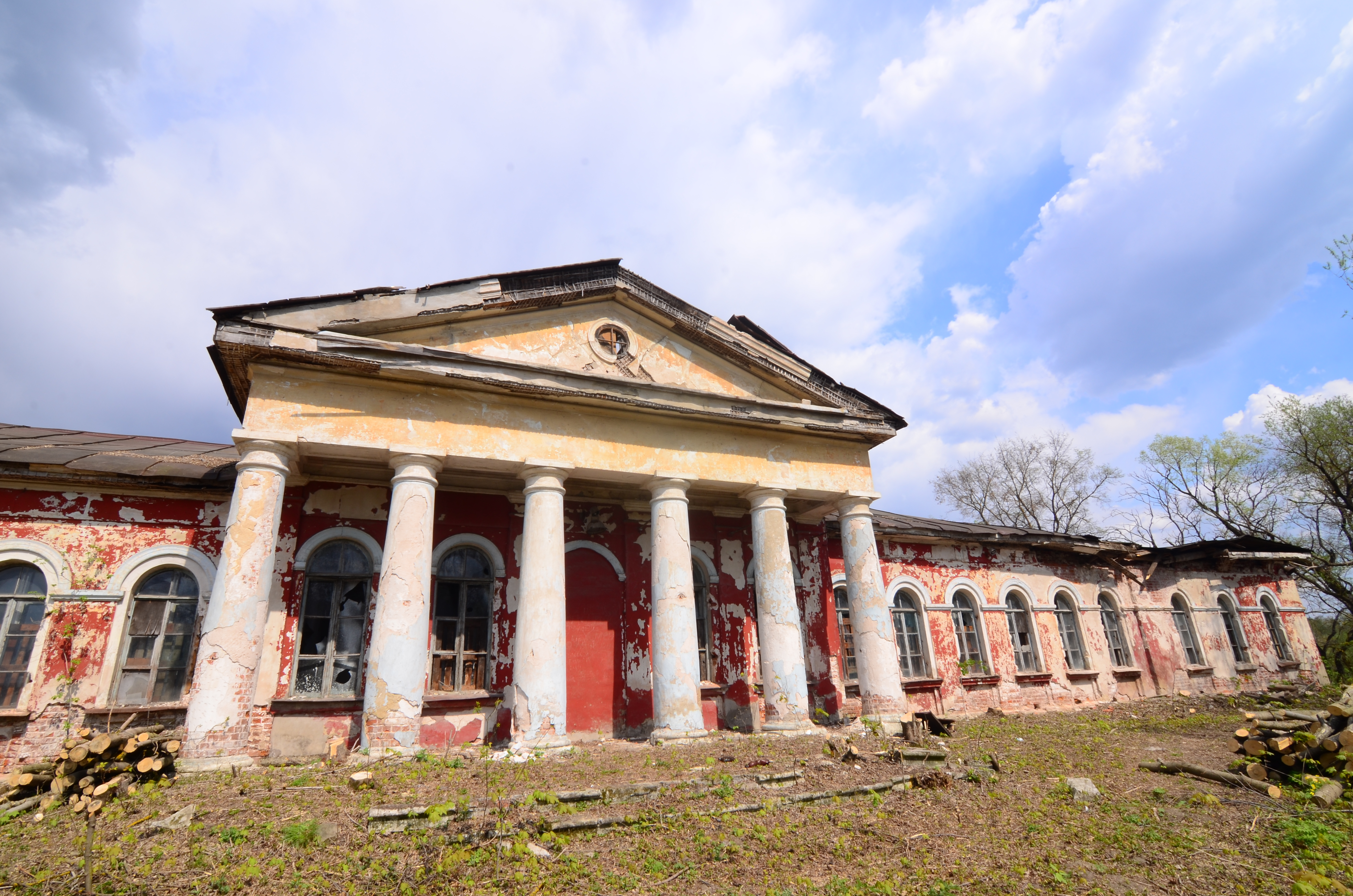
Усадьба "Бахтимерево" (Милославское): главный дом, кон. XIX - нач. XX вв.2. конный двор, нач. XX в.

На окраине посёлка в лесу в 1934 году постановлением Президиума Московского исполнительного комитета Советов рабочих, крестьянских и красноармейских депутатов от 29.06.1934 г. № 1199 отвели земли в бессрочное пользование для кооператива «Советский художник»: появилось со временем 69 дач-мастерских. Там отдыхали и работали такие именитые мастера, как В. Бакшеев, Е. Лансере, А. Лентулов, А. Куприн, А. Дейнека, Ю. Пименов, И. Попов, Ф. Глебов, В. Рындин, Е. Сыромятникова. Дача № 15 принадлежала кинорежиссёру С. Герасимову и его жене, актрисе Т. Макаровой.
Указом Президиума Верховного Совета РСФСР 26 сентября 1938 года Пески названы рабочим поселком. В том же году на базе месторождения известняков и доломитов началось строительство завода по производству асфальтовой плитки (запущен в 1940 г). В 1939 г. песковская школа получила статус средней.
Во время Великой Отечественной войны на ж/д станции часто скапливались поезда, которые бомбили немецкие самолёты. Убитых там военнослужащих похоронили в братской могиле села Черкизово. Одного из начальников станции расстреляли по обвинению в намеренном накоплении поездов.
В сражениях Великой Отечественной войны погибло 169 жителей Песков. Их имена увековечены на памятнике «Скорбящая мать», установленном в 1967 г.

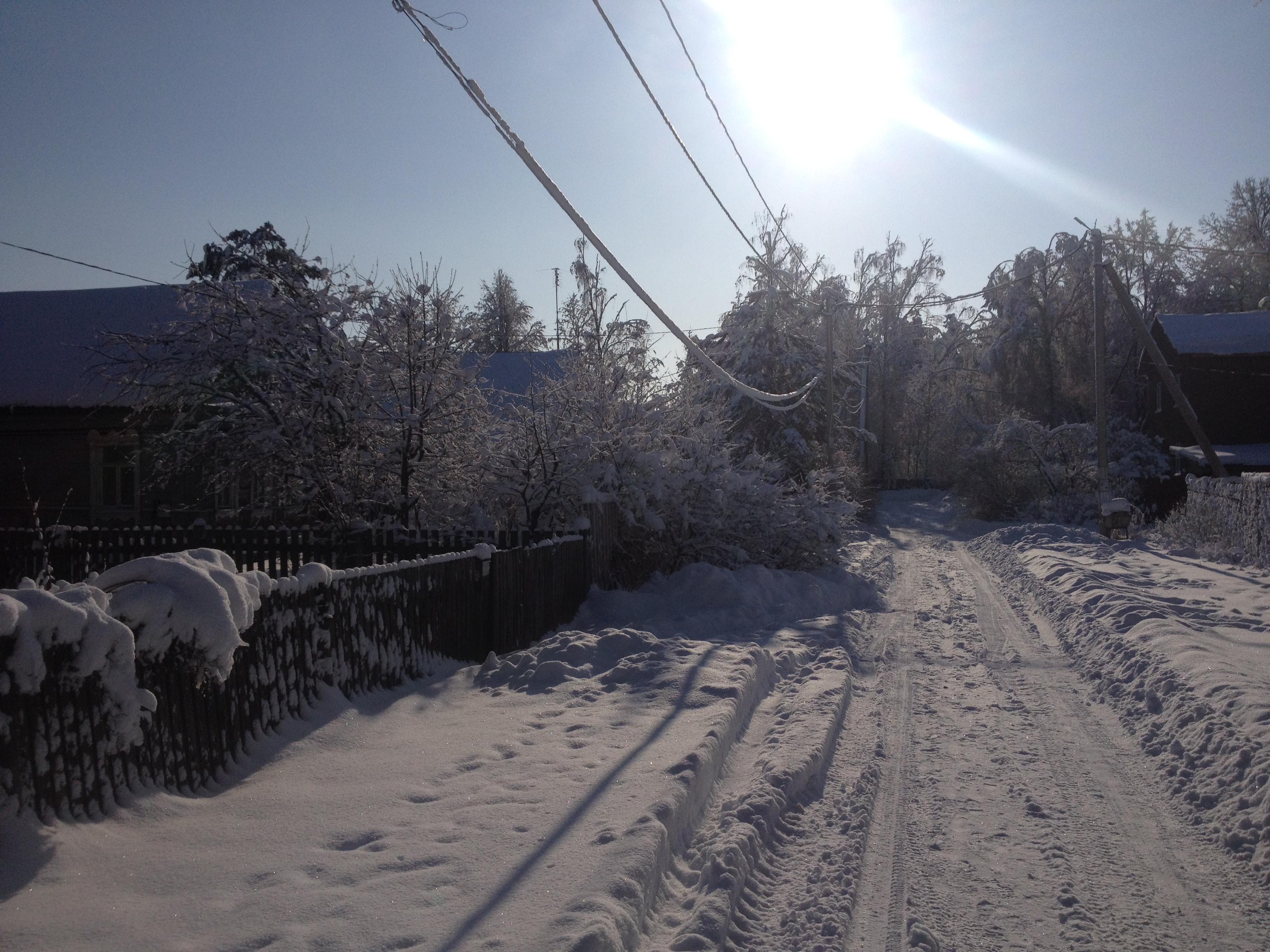
Частный сектор зимой.

Основной этап роста и строительства поселка пришёлся на послевоенные годы. Работы на известняковых разработках и ж/д станции привлекли множество жителей из соседних деревень и из других областей страны, вплоть до Украины. Посёлок быстро разросся. Около карьеров были бараки для рабочих. Электричество в Песках провели лишь в 1950 году, газоснабжение в 1970-х годах.
В 1965 году Московский Асфальтовый завод стал называться «Песковский комбинат асфальтовых изделий». Впоследствии после объединения местных предприятий в одно стал называться "Песковский Комбинат Строительных Материалов.

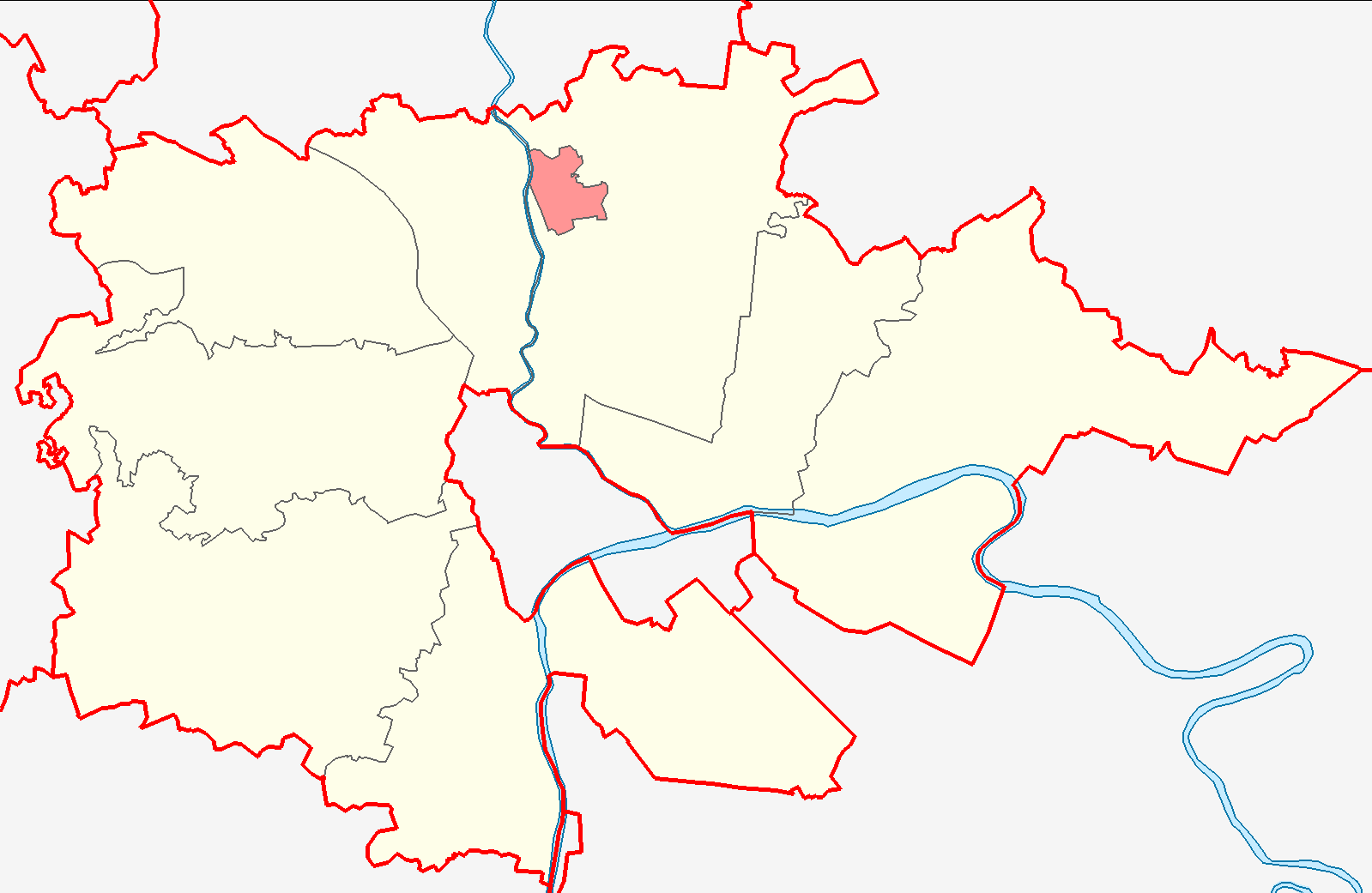
Городское поселение Пески на карте бывшего Коломенского муниципального района

В современных границах Песков находятся — историческая деревня Пески, рабочий поселок Пески, усадьба Бахтимерево-Милославское и Дачный поселок «Советский художник».
По рассказам местных старожилов в начале 1950-х машина песка стоила по 3 рубля, но многие жители стараясь сэкономить сгребали песок, цемент и другие стройматериалы у железнодорожных путей, где они просыпались из проходивших составов.
Район деревни Пески — Зелёная и прилегающие улицы — частная, преимущественно одноэтажная застройка, рабочий поселок — возле станции — многоквартирные дома 2...5 этажей.
Дачный поселок «Советский художник» постановлением правительства Московской области от 27.02.2004 г. № 113/8 объявлен объектом культурного наследия регионального значения.
В Песках создана хоккейная команда «Песчаная Буря», радующая односельчан своими победами. Начиная с 2011 года в Песках проводится Всероссийский фестиваль авторской песни, поэзии и прозы «Господин Ветер».
В 2014 году, после неоднократных несчастных случаев, на станции Пески был оборудован пешеходный переход с сигнализацией.
17 мая 2014 года состоялась конференция по вопросу изменения статуса поселка городского типа Пески на сельский населённый пункт. В результате в июле 2017 года было принято решение об изменении статуса пгт на посёлок (посёлок сельского типа), что было закреплено законом от 29 марта 2018 года.
С 2006 до 2017 года посёлок являлся единственным населённым пунктом в составе городского поселения Пески, упразднённого вместе со всеми другими поселениями бывшего Коломенского муниципального района с 21 апреля 2017 года в связи с их объединением с городским округом Коломна в Коломенский городской округ.

## Общественный транспорт
- Автобус № 36 Коломна (Автовокзал Голутвин) — Воскресенск. Обслуживается автоколонной № 1417[30]. Коломна.
- Железнодорожная станция Пески Рязанского направления Московской железной дороги.

## Автодороги
Через Пески проходит двухполосная дорога Воскресенск — Егорьевское шоссе (Р-105) с регулируемым ж.д. переездом «102 км.». От переезда отходит дорога в Черкизово, пересекающая Москву-реку по наплавному мосту (только легковой транспорт, высота 2,3 м.), обслуживаемый Луховицким ДЭУ.
В 2013 году при утверждении Генерального Плана, выяснилось, что через центр проселка планируется проложить шестиполосную автомагистраль Воскресенск — Коломна. Борьба жителей способствовала тому, что был принят вариант обхода Песков с северной стороны (у дер. Губастово).

## Достопримечательности

Конный двор усадьбы Бахтимерево.

- Основной достопримечательностью посёлка является усадьба Бахтимерево-Милославское, которой в своё время владели Похвисневы, Черкасские, Шереметьевы. Центральное место в архитектурном ансамбле (XIX — начало XX в.) занимал небольшой деревянный дом предельно простого вида. Усадьба также включала конный двор, сложенный из кирпича и оформленный шестиколонным портиком. Усадьба принадлежала князю гвардии-полковнику Дмитрию Борисовичу Черкасскому.
- На территории городского поселения расположен объект культурного наследия регионального значения — достопримечательное место «Поселок художников „Пески“»[34][35], так же известный как «Советский художник».
- Список погибших участников Великой Отечественной войны 1941—1945 увековечен на памятнике «Скорбящая мать». Памятник установлен в 1967 г. на 1-й Заводской ул.
- Памятник «Воин-освободитель». Установлен в 1985 г. Автор — народный художник России, действительный член РАХ, профессор Александр Николаевич Бурганов.
- У дома 14 по Почтовой улице установлена мемориальная доска в честь Аксёнова С. Е. (1919—1941), жившего в этом доме и героически погибшего при защите Брестской крепости.
- У дома 91 по Зелёной улице установлена мемориальная доска в честь Пименова Н. Ф. (1923—2012), кавалера орденов Славы 3-х степеней.
- У дома 11 по улице Мира установлена мемориальная доска в честь Героя Советского Союза, подполковника Дриженко И. А. (1916—1973).
- У дома 6 по улице Горького установлена мемориальная доска в честь Героя Российской Федерации, Переславцева С. Б. (1951 г.р.)
- Мастерская и дом-музей деревянной скульптуры Владимира Степановича Парфёнова.
- На северной окраине стоит вышка первой в Советском Союзе РРЛ, предназначенной для передачи телевизионного сигнала на трассе Москва-Бронницы-Пески-Подлипки-Рязань.
- Плотина на реке Мезенке и пруд.
- Парк (4 га).
- Известняковый карьер Комбината Стройматериалов — славится уникальными окаменелостями. Карьер дал имя термину «Песковская свита» — верхняя часть мячковского горизонта.
- Храм святителя Николая Мирликийского на Зелёной ул.
- Памятный камень на месте разрушенной часовни на ул. Зелёной (в районе 40-х домов). Часовня была построенная в 1899 г. в память коронации Николая II, позднее разрушена.
- Пруды на пересыхающей речке Сивка, отмеченные ещё планах ПГМ 1778 г.

## Известные люди
- Дрелюш Михаил Григорьевич (род. 1946) — заслуженный строитель РФ, генеральный директор ОАО «Песковский комбинат строительных материалов».
- Дриженко Иван Алексеевич (1916—1973) — Герой Советского Союза, подполковник.
- Парфёнов Владимир Степанович (род. 1940) — народный скульптор в жанре корнепластика.
- Пименов Николай Федорович (1923—2012) — полный кавалер ордена Славы.
- Переславцев Сергей Борисович (род. 1951) — Герой Российской Федерации, ведущий инженер-парашютист-испытатель научно-производственного предприятия «Звезда»[36].
- Циркин Сергей Тимофеевич (род. 1933) — заслуженный художник России.

## Объекты социальной сферы
- МУ «Песковский Дом культуры»[37]

Имеет 1 зрительный зал на 175 мест, число досуговых помещений — 4 ед. Число мероприятий в год — 223, число посетителей — 14790 человек.
- МУ «Песковская поселковая библиотека»[37]

Библиотечный фонд библиотеки на 01.01.2009 г. составляет около 20 тысяч экземпляров книг. В библиотеке за год насчитывается 1258 читателей, книговыдача 25625 тыс.экземпляров.
- МОУ «Песковская средняя общеобразовательная школа»[38]

Первая школа в посёлке Пески была основана в 1880 году, как средняя школа она функционирует с 1939 года. Школа располагается в шести зданиях: здание основной и старшей школы, здание начальной школы, спортивный зал, мастерские, гараж, тренажерный зал. Общая площадь составляет 3561,7 кв. м.
- МУЗ Коломенская центральная районная больница «Песковская поликлиника»[37][41]

Первым главным врачом песковской больницы стал Сахаров Н. Н., а с 1925 по 1961 г. г. её возглавила Чернявская К. А. Больница имела 63 койки и обслуживала сельское население, рабочих «Комбината стройдеталей». В 1977 году стационар был закрыт, осталась поликлиника. В 1989 году открыта новая, современная хорошо оснащенная поликлиника.
- МДОУ детский сад общеразвивающего вида № 12 «Искорка»[37][42]
- ГБУ СО МО «Коломенский районный социально-реабилитационный центр для несовершеннолетних»[37]
- Центр культуры и досуга «Добрыня»[43]

## Средства массовой информации
- Газета «Наш поселок». Выходит ежемесячно. Тираж 500 экз. Гл. редактор — Струнин Г. П.
- Книга «Посёлок Пески. Историография. Издание 2-е, исправленное». Автор — Зверев Иван Александрович. 52 страницы, ч/б иллюстрации, 2019 г. Тираж 50 экз.
- Брошюра «Вода в Песках. Эколого-краеведческое издание». Составители Зверев И.А., Турчин С.Р. 16 страниц, ч/б иллюстрации, 2019 г. Тираж 30 экз.
- Брошюра «Школьный музей: № 307 (Пески в годы войны)». 28 страниц, ч/б иллюстрации, 2020 год. Тираж 50 экз.
- Книга «Афанасьевы : Мнения и материалы». Составитель Зверев И.А. 52 страницы, ч/б иллюстрации, 2020. Тираж 50 экз.
- Книга «Песковское земское училище». Автор — Зверев Иван Александрович. 48 страниц, ч/б иллюстрации, 2020. Тираж 50 экз.
- Книга «Школьный музей. История посёлка Пески». 52 страницы, ч/б иллюстрации, 2021 г. Тираж 50 экз. taplink.cc/peski_books/

## Инженерная инфраструктура
- Водоснабжение

Основным источником централизованного водоснабжения являются подземные артезианские воды. В поселке действует единая централизованная система водоснабжения, включающая водозаборный узел и сеть водопровода.
- Бытовая канализация

В городском поселении действует единая централизованная система бытовой канализации с очистными сооружениями полной биологической очистки (Кроме ул. Зелёной и прилегающих).
- Теплоснабжение

Централизованный источник теплоснабжения, обеспечивает теплом всю многоэтажную капитальную застройку. Теплоснабжение усадебной жилой застройки осуществляется от поквартирных источников тепла, работающих на твердом топливе и природном газе.
- Газоснабжение

В поселке имеются сети централизованного газоснабжения. Население негазифицированных районов поселка использует сжиженные углеводородные газы.

## Промышленность
- Песковский комбинат строительных материалов (административно относился к Хорошовскому сельскому поселению).
- Электрическая подстанция (ПС) № 450 «Пески» 220/110/10 кВ
- Тяговая подстанция железной дороги, рядом в тупике стоит передвижная тяговая ПС.
- Филиал Северской ГРЭ ОАО «Центргеолнеруд»
- Песковское участковое лесничество
- Автосервис
- АЗС
- Котельная
- Водонапорная башня
- КНС — 2 шт.
- Пожарная часть № 226
- Водно-спасательная станция № 22

## Улицы
В посёлке следующие улицы:

| - Аптечная улица - Березовая улица - Весенняя улица - Вишнёвая улица - Вокзальная улица - Горького улица - Горького переулок - Дачная улица - Железнодорожная улица - Заводская Первая улица - Заводская Вторая улица - Зелёная улица - Известковая улица - Калинина улица | - Карьерная улица - Карьерный переулок - Комсомольская улица - Лесная улица - Лесной переулок - Луговая улица - Мира улица - Молодёжная улица - Москворецкая улица - Набережная улица - Нагорная улица - Незаметная улица - Октябрьская улица - Педагогическая улица - Первомайская улица | - Песковская улица - Пионерская улица - Полевая улица - Привокзальная улица - Пролетарская улица - Речная улица - Садовая улица - Свобода улица - Северная улица - Советская улица - Сосново-парковая улица - Почтовая улица - Школьная Первая улица - Школьная Вторая улица - Шоссейная улица |

## Галерея

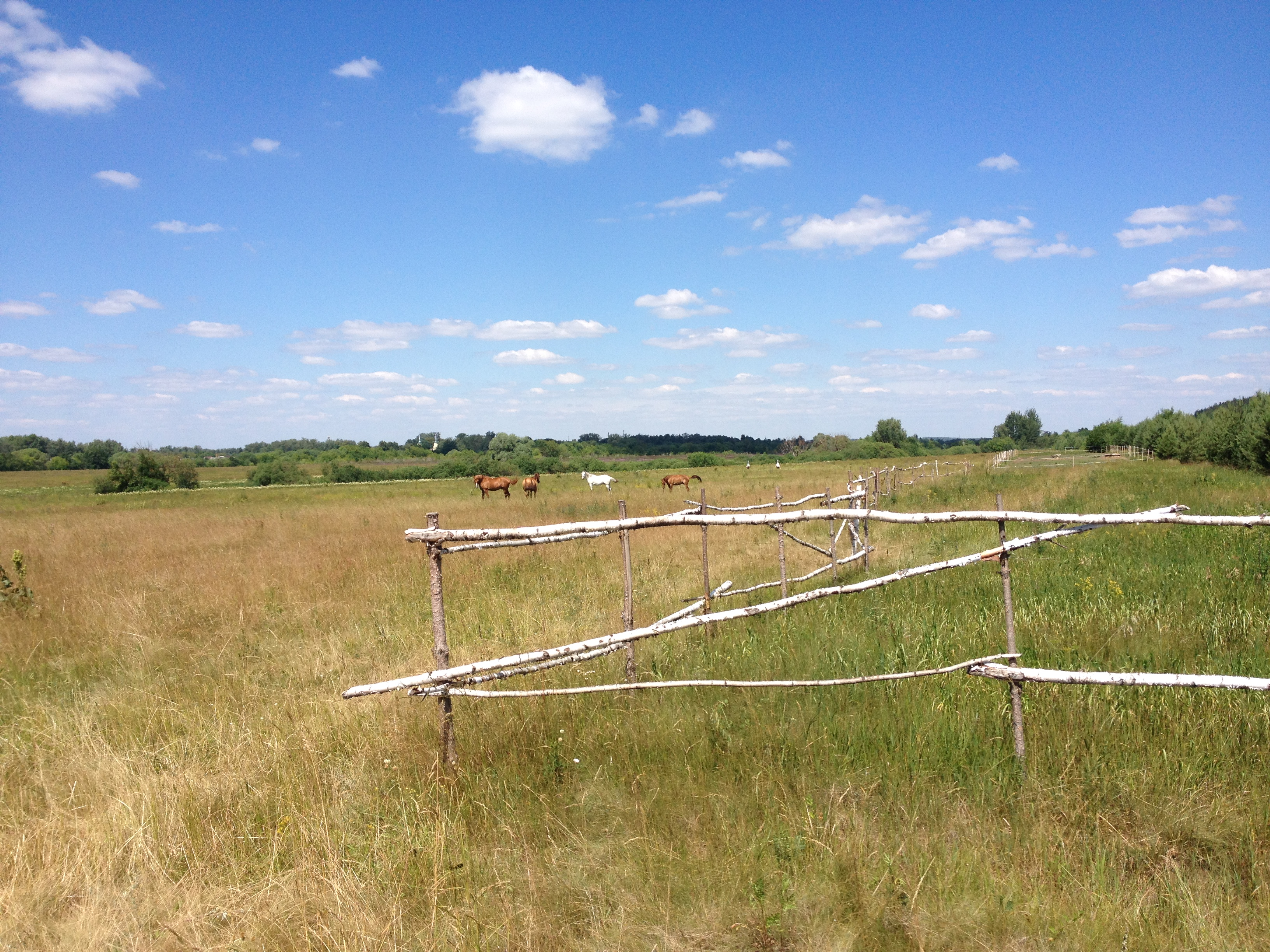
Лошади в поле возле посёлка Пески.
Пруд усадьбы Бахтимерево (Пески)
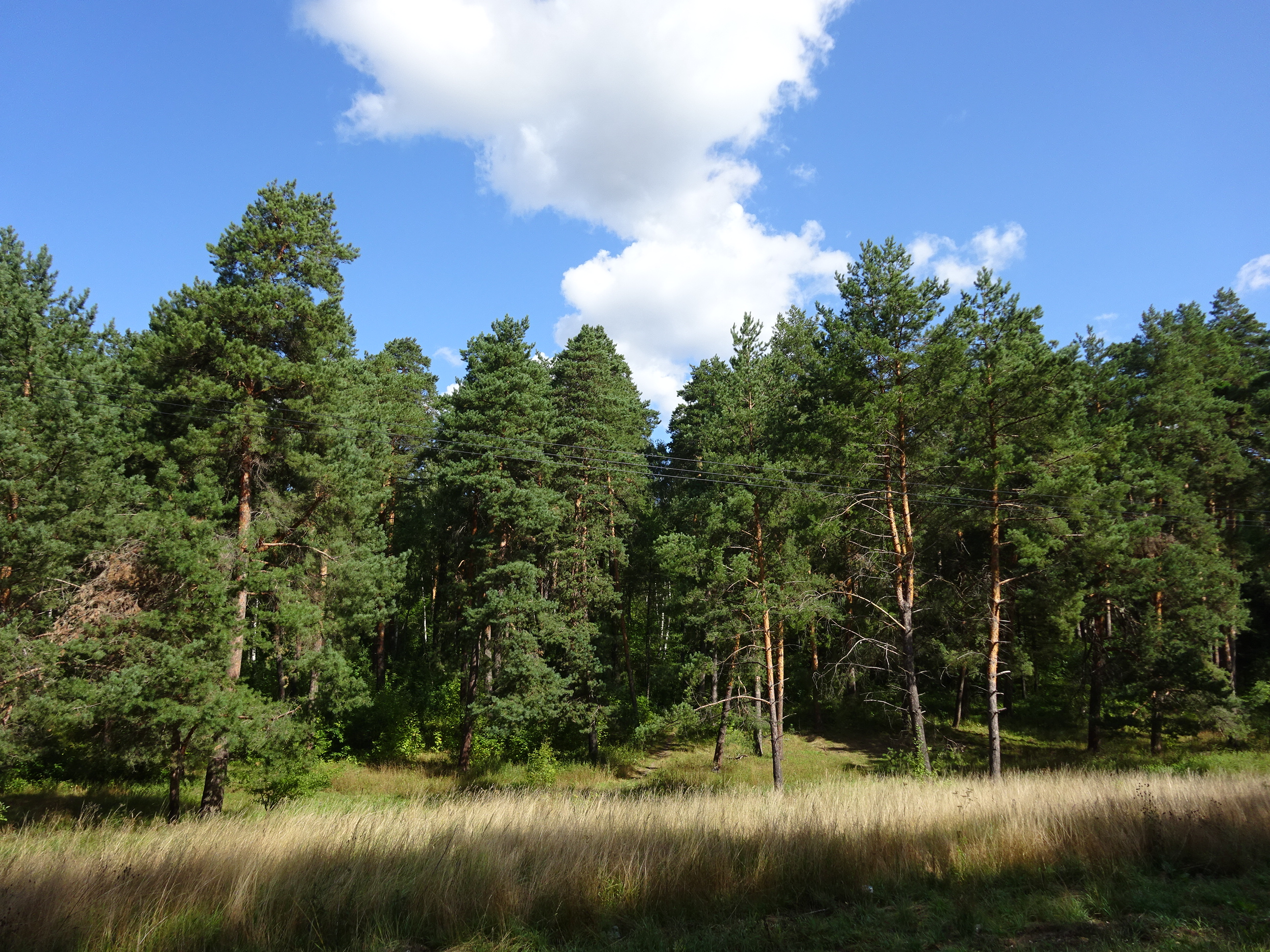
Лес у поселка Пески
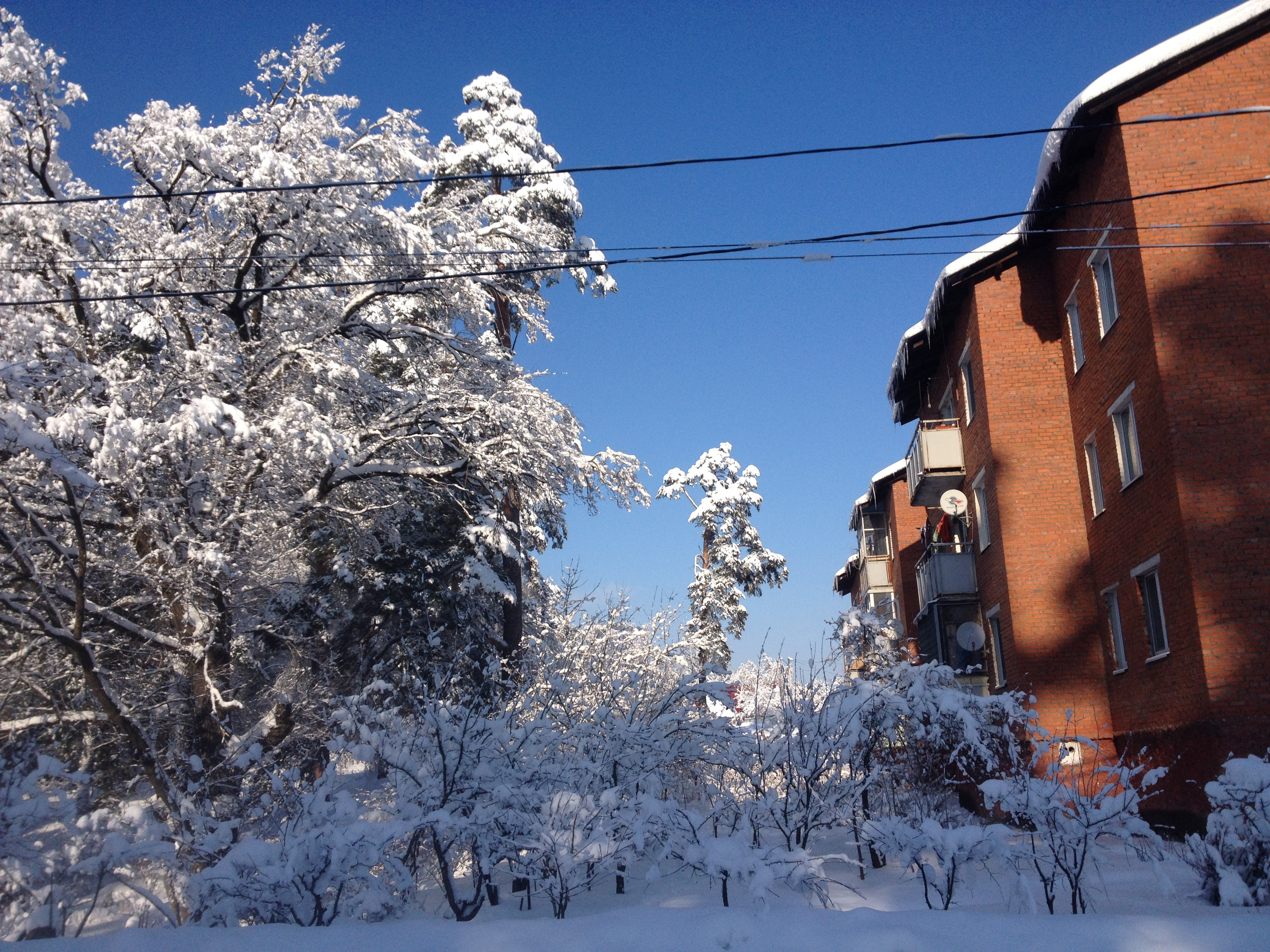
Многоквартирный жилой дом
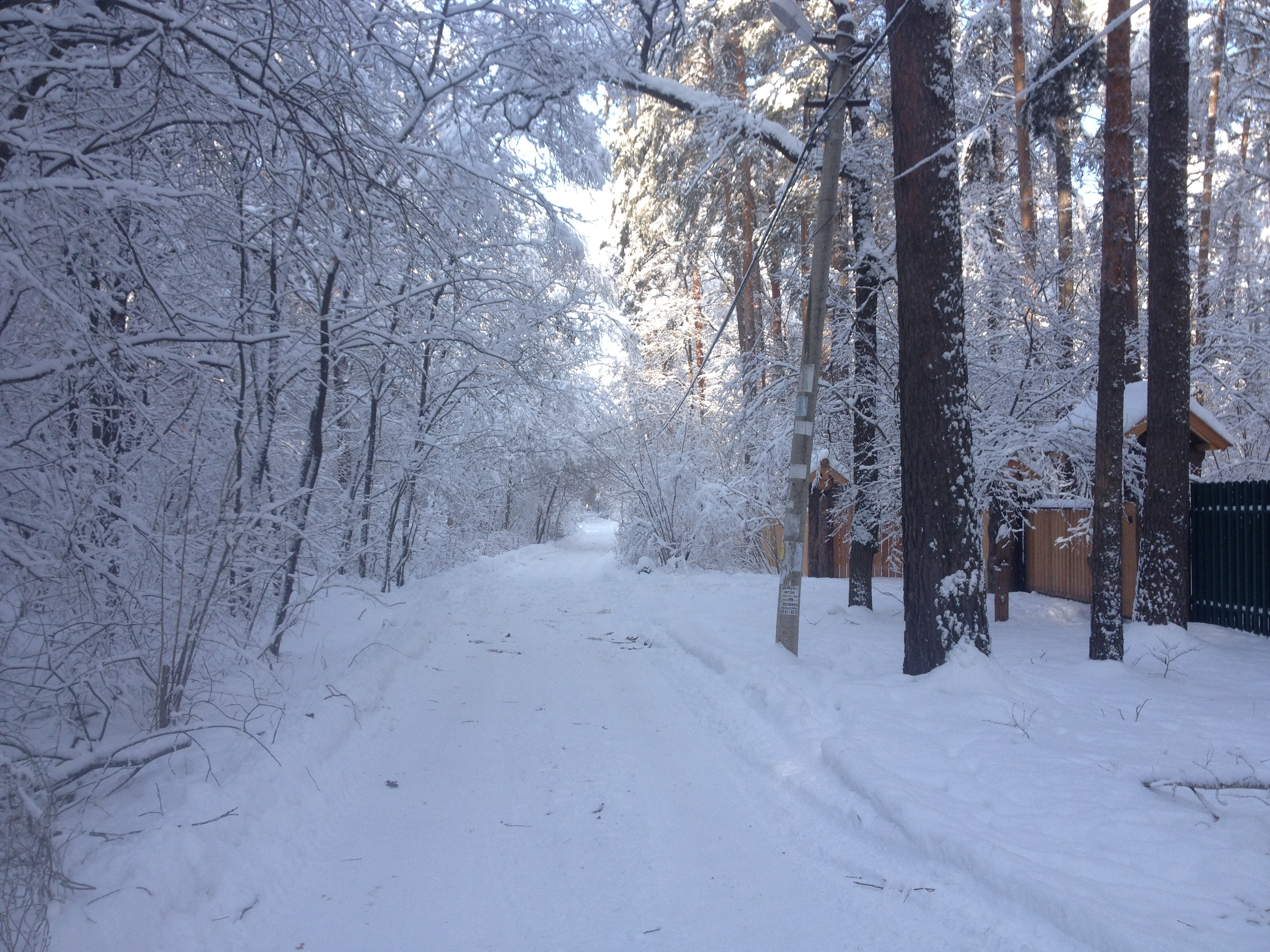
Частный cектор зимой.
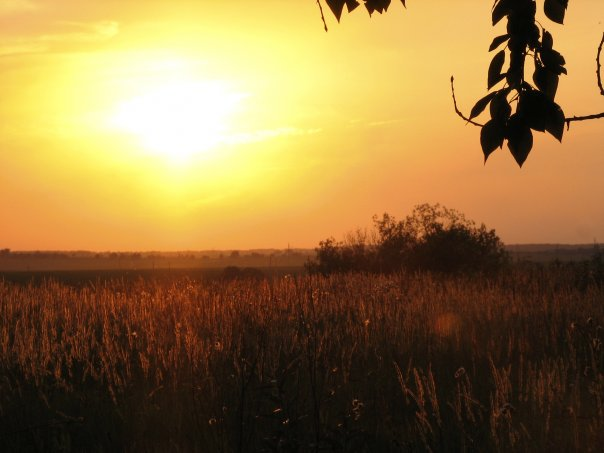
Закат в поле у посёлка Пески.
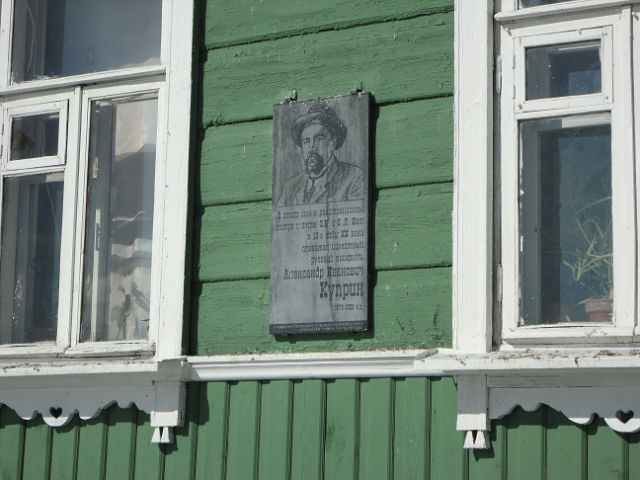
Дом, где в 1934-1960 гг. жил и работал А. В. Куприн